# Joël Dicker
Joël Dicker (* 16. června 1985 Ženeva) je švýcarský francouzskojazyčný spisovatel.
Joël Dicker získal své vzdělání nejdříve v Ženevě, mimo jiné na Koleji Madame de Staël, pak rok studoval Cours Florent v Paříži, pak se vrátil do Švýcarska a vystudoval právo na Ženevské univerzitě, kde absolvoval v roce 2010.
V roce 2010 získal Ženevskou cenu spisovatelů za svůj první román Les Derniers Jours de nos pères (Poslední dny našich otců).
Svůj druhý román La Vérité sur l'affaire Harry Quebert (Pravda o případu Harryho Queberta) vydal v září 2012. Román byl přeložen do 40 jazyků a po celém světě se prodalo 5 milionů výtisků. Ve Francii byl vyznamenán cenami Prix de la Vocation Nadace Bleustein-Blanchet, Grand Prix du roman Francouzské akademie a Prix Goncourt des lycéens.
V roce 2015 vyšel jeho třetí román Le Livre des Baltimore (Kniha o Baltimorských). Jeho čtvrtý román La Disparition de Stephanie Mailer (Zmizení Stephanie Mailerové) vyšel v březnu 2018.
Pravda o případu Harryho Queberta byla podkladem televizního seriálu. Produkoval ho MGM a natočil Jean-Jacques Annaud s Patrickem Dempseym v roli Harryho Queberta.